# Дубравка Джедович
Дубравка Джедович Ханданович (на сръбски: Дубравка Ђедовић Хандановић) е сръбска банкерка и политичка. Министърка на минното дело и енергетиката в правителството на Сърбия, назначена през октомври 2022 г. в третото правителство на Ана Бърнабич. Тя идва на поста министър в правителството на Сърбия от позицията на член на Изпълнителния съвет на „НЛБ Комерциална банка“ по въпросите на икономиката и инвестиционното банкиране. През декември 2021 г. тя става член на Изпълнителния съвет на „НЛБ Комерциална банка“, като преди това е директор на Регионалното представителство на Европейската инвестиционна банка (ЕИБ) за Западните Балкани, позиция, която е заема от август 2016 г.

## Биография
Родена е на 6 ноември 1978 г. в град Белград, Социалистическа република Сърбия, СФРЮ. Завършва в Икономическия факултет в Белградския университет, специалност Банково дело и финанси, и получава магистърска степен по международна икономика и управление от Университета „Бокони“ в Милано, Италия. Тя посещава също майсторски класове по мениджмънт и администрация в Училището по мениджмънт „Андерсън“ към Калифорнийския университет в Лос Анджелис. Владее сръбски, английски, италиански и френски език.
Има 22 години международен опит в публичния и частния сектор в Сърбия и региона, но също и в страни от Западна Европа, с финансирането на големи корпорации, инвестиции и проекти в областта на енергетиката, транспорта, телекомуникациите, иновациите и други отрасли. Преди кариерата си в банковото дело тя работи в медиите. От 2004 до 2013 г. тя отговаря за финансирането на проекти в страните от региона на Западните Балкани, включително Хърватия и Словения, в Европейската инвестиционна банка в Люксембург. През този период стартира проекти за капиталови инвестиции в широколентовия интернет на „Телеком Словения“ и проекти за изграждане на ново пристанище в град Задар, Хърватия. Също така, тя отговаря за проекти в Албания, като например финансирането на развитието на пристанището в Драч (Албания), но също така и изграждането и модернизацията на начални и средни училища. Работила е и по финансирането на рехабилитацията на регионалните пътища в Черна гора.
От 2008 до 2012 г. отговаря за проекти на Европейската инвестиционна банка в Сърбия и Македония. През този период стартират проекти за възстановяване на Клиничния център на Сърбия, обходния път около Белград, също така и изграждането на източното и южното разклонение на Коридор 10, както и проектът за изграждане на Научни и технологични паркове в цялата страна. В Северна Македония тя работи върху цялостен проект за изграждане на канализационна мрежа и водоснабдяване.
От 2013 г. до пристигането си в Белград, като представител на Европейската инвестиционна банка, тя ръководи проекти за публично-частно партньорство в Ирландия, за изграждането на нови здравни центрове, след това за разширяването на терминала за природен газ в пристанището на Ротердам (Нидерландия), [10] но също и концесии за магистрали в Шотландия. Във Великобритания тя е отговаря за проект за изграждане на голям офшорен вятърен парк. За първия проект за публично-частно партньорство в Хърватия, изграждането на нова терминална сграда на летището в Загреб, финансиран от ЕИБ с 80 милиона евро, тя получава две престижни награди. Била е гост-лектор в магистърски програми в Лондонския университетски колеж, университета в Доня Горица (Черна гора), както и в родния си факултет по икономика в Белград.
Докато е в Европейската инвестиционна банка тя работи в медиите като телевизионен продуцент за „Си Ен Ен Интернационал“, отразявайки наред с други събития, войната в Афганистан през 2001 г. и въоръжения конфликт в Македония през 2002 г. За репортажи свързани с войната в Афганистан и освобождаването на първия град Мазари Шариф от управлението на талибаните тя получава награда от Националната академия за телевизия, изкуства и науки на САЩ. През октомври 2022 г. тя става министърка на минното дело и енергетиката в правителството на Ана Бърнабич.